# Wilfried Gnonto
Degnand Wilfried Gnonto (Verbania, 5 november 2003) is een Italiaans-Ivoriaans voetballer die doorgaans speelt als aanvaller. In september 2022 verruilde hij FC Zürich voor Leeds United. Gnonto maakte in 2022 zijn debuut in het Italiaans voetbalelftal.

## Clubcarrière
Gnonto speelde in de jeugd van Baveno en Suno, voor hij werd opgenomen in de jeugdopleiding van Internazionale. Bij deze club verliep zijn verbintenis in de zomer van 2020, waarop hij overgenomen werd door FC Zürich. In Zwitserland tekende hij voor drie seizoenen. Op 24 oktober van dat jaar maakte hij zijn professionele debuut, tijdens een uitwedstrijd bij FC Vaduz. Deze werd met 1–4 gewonnen. Lasse Sobiech, Tosin Aiyegun, Assan Ceesay en Blaž Kramer scoorden voor Zürich en de tegengoal was van Joël Schmied. Gnonto mocht van coach Massimo Rizzo invallen voor Aiyegun. Zijn eerste doelpunt volgde op 21 mei 2021, tijdens de tweede competitiewedstrijd tegen FC Vaduz, ditmaal in het eigen Letzigrund. De bezoekers kwamen op voorsprong door Matteo Di Giusto, maar door doelpunten van Antonio Marchesano, Stephan Seiler, Benjamin Kololli en Gnonto won Zürich met 4–1. In het seizoen 2021/22 werd Gnonto met Zürich landskampioen.
In de daarop volgende zomer verkaste de aanvaller voor een bedrag van circa vierenhalf miljoen euro naar Leeds United, waar hij zijn handtekening zette onder een verbintenis voor de duur van vijf seizoenen. Met Leeds degradeerde hij in zijn eerste seizoen naar het Championship. Het contract van Gnonto werd in augustus 2024 opengebroken en met een jaar verlengd.

## Clubstatistieken
| Seizoen | Club         | Competitie     | Competitie | Competitie | Beker | Beker | Internationaal | Internationaal | Totaal | Totaal |
| Seizoen | Club         | Competitie     | Wed.       | Dlp.       | Wed.  | Dlp.  | Wed.           | Dlp.           | Wed.   | Dlp.   |
| ------- | ------------ | -------------- | ---------- | ---------- | ----- | ----- | -------------- | -------------- | ------ | ------ |
| 2020/21 | FC Zürich    | Super League   | 26         | 1          | 0     | 0     | —              | —              | 26     | 1      |
| 2021/22 | FC Zürich    | Super League   | 33         | 8          | 2     | 2     | —              | —              | 35     | 10     |
| 2022/23 | FC Zürich    | Super League   | 6          | 0          | 0     | 0     | 5              | 1              | 11     | 1      |
| 2022/23 | Leeds United | Premier League | 24         | 2          | 4     | 2     | —              | —              | 28     | 4      |
| 2023/24 | Leeds United | Championship   | 39         | 8          | 5     | 1     | —              | —              | 44     | 9      |
| 2024/25 | Leeds United | Championship   | 4          | 1          | 1     | 0     | —              | —              | 5      | 1      |
| Totaal  | Totaal       | Totaal         | 132        | 20         | 12    | 5     | 5              | 1              | 149    | 26     |

Bijgewerkt op 12 september 2024.

## Interlandcarrière
Gnonto maakte zijn debuut in het Italiaans voetbalelftal op 4 juni 2022, toen met 1–1 gelijkgespeeld werd tegen Duitsland in de UEFA Nations League. Lorenzo Pellegrini opende de score namens Italië, waarna de uitslag bepaald werd door Joshua Kimmich. Gnonto moest van bondscoach Roberto Mancini op de reservebank beginnen en hij mocht twintig minuten na rust invallen voor Matteo Politano, waarna hij de assist gaf op het doelpunt van Pellegrini. De andere Italiaanse debutanten dit duel waren Federico Dimarco (Internazionale), Tommaso Pobega, Samuele Ricci (beiden Torino), Davide Frattesi (Sassuolo) en Matteo Cancellieri (Hellas Verona). Tien dagen later speelde Gnonto zijn vierde interland, waarin hij voor het eerst tot scoren kwam, opnieuw tegen Duitsland. Dat land kwam op een ruime voorsprong door Kimmich, İlkay Gündoğan, Thomas Müller en twee keer Timo Werner voor Gnonto wat terugdeed. Via Alessandro Bastoni werd het uiteindelijk 5–2.
| Interlands van Wilfried Gnonto voor Italië | Interlands van Wilfried Gnonto voor Italië | Interlands van Wilfried Gnonto voor Italië | Interlands van Wilfried Gnonto voor Italië | Interlands van Wilfried Gnonto voor Italië | Interlands van Wilfried Gnonto voor Italië | Interlands van Wilfried Gnonto voor Italië |
| №                                          | Datum                                      | Wedstrijd                                  | Uitslag                                    | Competitie                                 | Goals                                      |                                            |
| Als speler bij FC Zürich                   | Als speler bij FC Zürich                   | Als speler bij FC Zürich                   | Als speler bij FC Zürich                   | Als speler bij FC Zürich                   | Als speler bij FC Zürich                   | Als speler bij FC Zürich                   |
| ------------------------------------------ | ------------------------------------------ | ------------------------------------------ | ------------------------------------------ | ------------------------------------------ | ------------------------------------------ | ------------------------------------------ |
| 1                                          | 4 juni 2022                                | Italië – Duitsland                         | 1 – 1                                      | Nations League 2022/23                     |                                            |                                            |
| 2                                          | 7 juni 2022                                | Italië – Hongarije                         | 2 – 1                                      | Nations League 2022/23                     |                                            |                                            |
| 3                                          | 11 juni 2022                               | Engeland – Italië                          | 0 – 0                                      | Nations League 2022/23                     |                                            |                                            |
| 4                                          | 14 juni 2022                               | Duitsland – Italië                         | 5 – 2                                      | Nations League 2022/23                     | 78'                                        |                                            |
| Als speler bij Leeds United                |                                            |                                            |                                            |                                            |                                            |                                            |
| 5                                          | 23 september 2022                          | Italië – Engeland                          | 1 – 0                                      | Nations League 2022/23                     |                                            |                                            |
| 6                                          | 26 september 2022                          | Hongarije – Italië                         | 0 – 2                                      | Nations League 2022/23                     |                                            |                                            |
| 6                                          | 26 september 2022                          | Hongarije – Italië                         | 0 – 2                                      | Nations League 2022/23                     |                                            |                                            |
| 7                                          | 16 november 2022                           | Albanië – Italië                           | 1 – 3                                      | Vriendschappelijk                          |                                            |                                            |
| 8                                          | 20 november 2022                           | Oostenrijk – Italië                        | 2 – 0                                      | Vriendschappelijk                          |                                            |                                            |
| 9                                          | 23 maart 2023                              | Italië – Engeland                          | 1 – 2                                      | EK 2024 kwalificatie                       |                                            |                                            |
| 10                                         | 26 maart 2023                              | Malta – Italië                             | 0 – 2                                      | EK 2024 kwalificatie                       |                                            |                                            |
| 11                                         | 18 juni 2023                               | Nederland – Italië                         | 2 – 3                                      | Nations League 2022/23                     |                                            |                                            |
| 12                                         | 9 september 2023                           | Noord-Macedonië – Italië                   | 1 – 1                                      | EK 2024 kwalificatie                       |                                            |                                            |
| 13                                         | 12 september 2023                          | Italië – Oekraïne                          | 2 – 1                                      | EK 2024 kwalificatie                       |                                            |                                            |

Bijgewerkt op 12 september 2024.

## Erelijst
| Super League | 1 | 2021/22 |